# جوایز گلامور
جوایز گلامور (به انگلیسی: Glamour Awards) مجموعه جوایز سالانه است که توسط مجله گلامور برگزار می‌شود. این مراسم با جوایز زن سال از زنان «خارق‌العاده و الهام بخش» در زمینه‌های مختلف از جمله سرگرمی، تجارت، ورزش، موسیقی، علوم، پزشکی، آموزش و سیاست تجلیل می‌کند. همچنین هر سال جایزه ای به نام مرد سال برای مردان اهدا می‌شود.